# Академическое письмо
Академическое письмо, или научное письмо, — стиль прозы. Обычно представленный в безличном и бесстрастном тоне, нацелен на критическую и информированную аудиторию на основе тщательно обоснованных и доказанных знаний; и предназначен для укрепления или оспаривания концепций или аргументов. Этот стиль используют в академическом (научном) обиходе.
Академическое письмо, как понятие, более употребительно в англоязычной литературе, в русскоязычной применяется, обычно, понятие «научного стиля» текста.
Уровни академического письма, выделяемые по степени сложности:
1. базовые умения и навыки в области работы с частями текста;
2. написание небольших письменных работ и аннотирование;
3. письменная работа достигает такого уровня качества её подготовки, что может быть одобрена к публикации в каких-либо международных журналах;
4. подготовка не только самой публикации, но и представления изложенной информации аудитории (доклад, сообщение), включающая взаимодействие с аудиторией (ответы на вопросы, переписка, дискуссия с оппонентами и сторонниками)